# Hyadesia australiana
Hyadesia australiana is een mijtensoort uit de familie van de Hyadesiidae. De wetenschappelijke naam van de soort is voor het eerst geldig gepubliceerd in 1981 door Fain & Synnot.